# María del Pilar Gómez Leal
María del Pilar Gómez Leal (McAllen, Texas, 10 de agosto de 1970)[cita requerida] es una política afiliada al Partido Acción Nacional. Fue Diputada en la LXIV Legislatura del Congreso del Estado de Tamaulipas por el Distrito XIV. Fue Presidente Municipal Substituta de Victoria.

## Primeros años
Nació el 10 de agosto de 1970. Egresó de la carrera de Derecho por el Instituto Tecnológico y de Estudios Superiores de Monterrey (ITESM), Campus Monterrey, posteriormente ejerciendo como titular en la Notaría Pública 187, entre 2009 y 2016, actualmente con licencia por ejercicio de cargo público.
En el ámbito privado emprendió en las áreas del comercio, servicios, y en el mercado inmobiliario.
Entre 2016 y 2019, ejerció como coordinadora del Instituto de Investigaciones Parlamentarias del Congreso del Estado de Tamaulipas.

## Carrera política

### Diputada del Congreso de Tamaulipas
En 2019 fue elegida como Diputada en la LXIV Legislatura del Congreso del Estado de Tamaulipas por el Distrito XIV, cargo que desempeñó hasta el 2 de octubre de 2020.
En el Congreso del Estado de Tamaulipas presidió la Comisión de Estudios Legislativos y participó en las comisiones de Justicia, Puntos Constitucionales, Convención Nacional Hacendaria, Recurso Agua, Transparencia y Acceso a la Información Pública, Familia y la Comisión Instructora.

### Presidente municipal de Victoria
Tras la renuncia del presidente municipal Xicoténcatl González, fue designada por el Pleno del Congreso de Tamaulipas como Presidente Municipal Substituta de Victoria.

### Elecciones de Tamaulipas de 2021
El 16 de abril de 2021 solicitó licencia al Cabildo para separarse del cargo de presidente municipal y contender por la reelección de la presidencia municipal en las elecciones estatales de Tamaulipas de 2021.